# Ivan Ivankou
Pour les articles homonymes, voir Ivankov.
Ivan Ivankou (en russe : Иван Иванков), né le 10 avril 1975 à Minsk est un gymnaste biélorusse.

## Palmarès

### Jeux olympiques
- Athènes 2004
  - 4e aux barres parallèles

### Championnats du monde
- Birmingham 1993
  -  médaille de bronze aux anneaux

- Brisbane 1994
  -  médaille d'or au concours général individuel
  -  médaille de bronze à la barre fixe

- Lausanne 1997
  -  médaille d'or au concours général individuel
  -  médaille d'argent par équipes
  -  médaille de bronze aux anneaux

- Tianjin 1999
  -  médaille de bronze par équipes

- Gand 2001
  -  médaille d'or au concours par équipes
  -  médaille d'argent au concours général individuel
  -  médaille de bronze aux barres parallèles

- Debrecen 2002
  -  médaille d'argent à la barre fixe

### Championnats d'Europe
- Prague 1994
  -  médaille d'or au concours par équipes
  -  médaille d'or au concours général individuel
  -  médaille d'argent au sol

- Copenhague 1996
  -  médaille d'or au concours général individuel
  -  médaille d'argent au sol
  -  médaille d'argent au cheval d'arçons
  -  médaille de bronze par équipes

- Brême 2000
  -  médaille d'argent au concours général individuel
  -  médaille d'argent aux barres parallèles
  -  médaille d'argent à la barre fixe
  -  médaille de bronze aux anneaux

- Volos 2006
  -  médaille de bronze par équipes
  -  médaille de bronze aux barres parallèles